# Howieson's Poortcultuur
Howieson's Poort, Howieson's Poortcultuur of Howieson's Poortperiode is een archeologiische industrie of culturele periode in Zuid-Afrika, Lesotho en Namibië. Ze is vernoemd naar de abri van Howieson's Poort nabij Grahamstad in Zuid-Afrika, waar de eerste assemblage van deze werktuigen werd ontdekt. Op basis van chronologische vergelijkingen tussen meerdere sites wordt aangenomen dat Howiesons Poort van ongeveer 64.800 tot 59.500 BP duurde.        
Howiesons Poort staat bekend om zijn relatief complexe gereedschappen, technologische innovaties en culturele objecten die getuigen van symbolische expressie. Eén site in het bijzonder, de Sibhudugrot, biedt een belangrijke referentiesequentie voor Howiesons Poort. Howiesons Poort-assemblages worden voornamelijk aangetroffen op sites ten zuiden van de Limpopo.  
Een hypothese stelt dat de cultuur ontstond in een periode van barre milieuomstandigheden en onvoorspelbare omgevingen, die de mensen ertoe aanzetten om complexere gereedscappen en sociale structuren te ontwikkelen. Mensen uit deze periode, net als in de eerdere Stilbaai-periode, vertoonden tekenen van symbolisch gedrag en het uitwisselen van middelen tussen groepen, met als beoogde functie het verstevigen van banden en het versterken van sociale netwerken.
Veel van de werktuigen die met Howiesons Poort in verband worden gebracht lijken vooruit te lopen op gereedschapsstijlen die pas veel later in het archeologische archief verschijnen. In de periode erna, de "post-Howiesons Poort", ontbreken veel van de complexe technologieën die kenmerkend waren voor Howiesons Poort. Hoewel er geen universeel aanvaarde verklaring is waarom dit gebeurde, zijn er verschillende theorieën voorgesteld, waarvan sommige betrekking hebben op veranderingen in de beschikbaarheid van hulpbronnen en foerageerstrategieën. 

## Ontdekking
Artefacten die in verband worden gebracht met de Howiesons Poortcultuur werden voor het eerst beschreven in 1927 door P. Stapleton, een jezuïetenleraar aan het St Aidan's College in Grahamstad, en John Hewitt, een zoöloog en directeur van het Albany Museum aldaar. De twee waren bezig met het uitgraven van een rotsschuilplaats in de oostelijke Kaap (later de abri van Howieson's Poort genoemd) toen ze een assemblage ontdekten bestaande uit "stekers, grote segmenten, schuin gepunte klingen en bijgesneden punten."  
Vanwege de verwantschap met microlieten uit de Later Stone Age en werktuigen uit het laatpaleolithicum werd Howiesons Poort oorspronkelijk voorgesteld als een verscheidenheid van Magosian-werktuigen die werden geproduceerd tijdens de overgang van de Middle Stone Age naar de Later Stone Age. Deze theorie werd echter ontkracht tijdens een opgraving van de Klasiesriviergrotten, uitgevoerd door Ronald Singer en John J. Wymer in 1967-68. Bij de opgravingen ontdekten ze belangrijke stratigrafische referentielagen die aantoonden dat de artefacten van Howiesons Poort zowel vóór als ná lagen uit de Middle Stone Age voorkwamen. Dit sprak niet alleen het idee van Howiesons Poort als een overgangstechnocomplex tegen, maar schoof ook de datering voor deze zogenaamde "geavanceerde" technologieën op.

## Paleomilieu
Vindplaatsen waar Howiesons Poort-assemblages voorkomen, zijn geografisch verspreid over zuidelijk Afrika en omvatten een verscheidenheid aan omgevingen, waaronder kustgebieden, nabij de kust gelegen gebieden, landinwaarts gelegen gebieden en bergachtige gebieden. Op basis van een analyse van de resten van de fauna in de abri van Klipdrift stelden Jerome P. Reynard et al. (2016) een verschuiving in het milieu voor gedurende de periode, van een omgeving van gemengd terrein tijdens de vroege Howiesons Poort naar open graslanden in de midden- tot latere Howiesons Poort. Na analyse van de frequentie van dierlijke resten ontdekte het team dat er tijdens de periode van open graslanden meer menselijke bewoning was.
Uit regionale mariene en terrestrische gegevens uit zuidelijk Afrika blijkt dat Marine Isotope Stage 4, dat de bekende data voor Howiesons Poort omvat, een periode was met een koel en vochtig klimaat. Macrofaunagegevens uit de Sibhudugrot geven aan dat de bewoners van de grot jaagden op dieren die zich in dichte of halfdichte omgevingen bevonden, wat wijst op een toegang tot bossen. Er werden echter kleine maar significante hoeveelheden dierlijke resten van grazers aangetroffen, wat erop wijst dat de bewoners van de grot ook toegang hadden tot graslanden. Er zijn dus aanwijzingen dat de verandering van het klimaat naar vochtigere omstandigheden leidde tot de ontwikkeling van uitgestrektere bossen, in ieder geval in het gebied vlak bij de kust, waartoe ook de Sibhudugrot behoorde, zonder dat de open savannebossen volledig verdwenen.

## Datering
Tijdens hun opgravingen op de gelijkgenaamde vindplaats in 1965 dateerden de archeologen Janette en Hilary Deacon houtskoolresten met behulp van C14-datering op 19.000-4.000 BP. Dit kwam echter niet overeen met de data die waren vastgesteld voor Howiesons Poort-materiaal op andere sites, die gedateerd werden op veel oudere tijdsperioden. Hoewel relatieve datering met behulp van de stratigrafie op deze vindplaats in eerste instantie eenvoudig leek, merkte J. Deacon op dat het bereik van de dateringen in tegenspraak was met die op andere vindplaatsen waar Howiesons Poort-assemblages waren gevonden. Deacon concludeerde dat alle materialen van Howiesons Poort dateerden van buiten het bereik van C14-datering, wat betekent dat ze allemaal minstens 50.000 jaar oud zouden zijn. 
Dit kwam overeen met latere data van sites langs de kustlijn van Zuid-Afrika, in gebieden nabij de kust, en op sites in Lesotho en Namibië, die werden verkregen met behulp van optisch gestimuleerde luminescentie, welke de Howiesons Poort-lagen dateerde op tussen de 64.800 en 59.500 BP. Deze dateringen kwamen overeen met het zuurstofisotoopstadium OIS4, een periode van droogte en verlaging van de zeespiegel in zuidelijk Afrika. Uit dit onderzoek bleek ook dat deze data erop duiden dat Howiesons Poort slechts ongeveer 5.000 jaar heeft bestaan, en ontstond tijdens een genetische flessenhals die 60.000-80.000 BP in Afrika plaatsvond welke gepaard ging met een uitbreiding van de moderne menselijke populaties buiten het continent.
Deze data, die werden verkregen door een groep onder leiding van Zenobia Jacobs, werden betwist door data gerapporteerd door Chantal Tribolo. Terwijl Jacobs OSL (optisch gestimuleerde luminescentie) gebruikte, waarmee de laatste keer wordt gedateerd dat sediment aan licht werd blootgesteld voordat het werd begraven, gebruikte Tribolo thermoluminescentie, waarmee de laatste keer wordt gedateerd dat een materiaal aan extreme hitte werd blootgesteld. Deze dateringsmethode bracht de voorgestelde leeftijd van Howiesons Poort verder terug naar 55 tot 80.000 BP, wat de site aanzienlijk ouder zou maken dan eerder werd aangenomen. Als reactie hierop voerden Jacobs en Richard G. Roberts hun methoden opnieuw uit, en rapporteerden nieuwe leeftijden met kleinere foutenmarges. De leeftijden die zij in dit onderzoek gaven kwamen overeen met hun oude dateringen, en kwamen niet overeen met de leeftijden die Tribolo en collega's in 2008 rapporteerden.

## Technologie

### Typologie
Veel Howiesons Poort-assemblages, zoals die gevonden bij de Klasiesrivier, worden gekenmerkt door gerugd gereedschap. Bij gereedschappen met een rug is een zijde opzettelijk afgestompt door het verwijderen van veel kleine schilfers. Er zijn ook bewijzen voor de praktijk om klingen in te korten tot trapezoïde vormen. Er zijn verschillende mogelijke voordelen van gerugde stukken, waaronder een betere grip en bevestiging. Uit een experimenteel onderzoek uit 2022, uitgevoerd door een groep onder leiding van Justin Pargeter, bleek echter dat stenen werktuigen met een rug minder goed op houten schachten konden worden bevestigd dan werktuigen zonder rug. Dit spreekt de hypothese tegen dat gereedschappen werden voorzien van een rug voor bevestiging, en suggereert alternatieve redenen, zoals potentiële symbolische functies. 
Er is sprake van relatief hoge niveaus van variatie tussen sites wat betreft de frequenties van gereedschapstypologieën, zelfs voor sites die geografisch dicht bij elkaar liggen. Terwijl de sites Grensgrot, Klasiesrivier en Nelsonbaai veel segmenten en trapezes hebben, valt Rose Cottage op omdat het er maar heel weinig heeft. De Rose Cottage-assemblages lijken te worden gedomineerd door de aanwezigheid van rugbladen, die ook op de andere drie sites veel voorkomen, maar in mindere mate. Noch de Rose Cottage-grot, noch de Sibhudugrot, noch de Klasiesriviergrotten hebben veel punten of schrabbers, die veel voorkomen op plekken als de grot van Montagu en Umhlatuzana. 

### Geheven gereedschap
Uit micro-residu-analyses op stenen werktuigen van Howiesons Poort, zoals die van vindplaatsen in KwaZulu-Natal, blijkt dat oker als organische lijm voor hechting is gebruikt. In het verleden werd oker beschouwd als bewijs voor vroege menselijke vertoningen van symbolisch gedrag, en oker is uitgebreid aangetroffen op veel plekken die in verband staan met Howiesons Poort, zoals Apollo 11, Boomplaas, Grensgrot, Sibudu en andere. Uit deze analyse van microresiduen blijkt echter dat oker niet alleen voor symbolische doeleinden werd gebruikt, maar ook als functioneel hulpmiddel bij de vervaardiging van complexe gereedschappen. Uit replicatie-experimenten is gebleken dat oker een bruikbaar middel is voor hechting. Er zijn echter ook andere alternatieve ingrediënten waarvan mensen in de Middle Stone Age waarschijnlijk op de hoogte waren en die ze in plaats daarvan zouden kunnen hebben gebruikt. 

### Grondstoffen
Uit de Howiesons Poort-assemblages blijkt dat er steeds meer gebruik wordt gemaakt van kwarts en andere fijnkorrelige materialen. Bij de Klasiesrivier werd gedurende het grootste deel van de Middle Stone Age vooral lokaal gewonnen kwarts gebruikt. Binnen de Howiesons Poort-lagen is er echter aanzienlijk meer diversiteit aan grondstoffen door de toevoeging van kwarts, silcrete, hoornrots en chalcedoon. Omdat de dichtstbijzijnde silcrete-ontsluiting bij de Klasiesrivier meer dan 20 kilometer verderop ligt, zijn er aanwijzingen dat de grondstoffen niet lokaal werden gewonnen en getransporteerd. Uit een analyse van de kernen die op deze vindplaats zijn gevonden, blijkt dat de niet-kwartsietkernen kleiner en dunner lijken te zijn, wat duidt op een hogere mate van reductie voor niet-kwartsiet dan voor kwartsiet. 
Op de meeste sites is er een duidelijke voorkeur voor het gebruik van fijnkorrelige materialen, zoals kwarts en silcrete, door de steenbewerkers van Howiesons Poort om de kleine klingen en gereedschappen met een achterkant te produceren die in de assemblages te zien zijn. Dit bracht onderzoekers ertoe te veronderstellen dat Howiesons Poort gepaard ging met een periode van toegenomen mobiliteit. De primaire grondstof die in de assemblages in Umhlatuzana is aangetroffen was echter plaatselijk beschikbaar aderkwarts, en de meeste gerugde werktuigen in de Sibhudugrot waren gemaakt van plaatselijke grondstoffen zoals hoornrots en doleriet, terwijl slechts enkele van kwarts waren gemaakt. 

### Been en gewei
De ontdekking van benen punten in de Howiesons Poort-lagen in de Sibhudugrot in Zuid-Afrika heeft de bevestigde gereedschapstypen voor het technocomplex uitgebreid, en de verscheidenheid aan technologische innovaties die verband houden met de Middle Stone Age vergroot. De punten en een spatelvormig gepolijst stuk bot bleken ouder te zijn dan ongeveer 61.000 jaar. Experimentele studies toonden aan dat het gepolijste stuk vergelijkbare gebruikssporen vertoonde als botten die worden gebruikt om dierenhuiden te bewerken.

## Voedselvoorziening en dieet
De hulpmiddelen die Howiesons Poort kenmerken waren zeer gespecialiseerd en betrouwbaar, wat onderzoekers ertoe bracht te veronderstellen dat het technocomplex ntstond in een tijd van geplande en strategische zoektocht naar voorspelbare, bekende en gelokaliseerde hulpbronnen. Voedselverzamelaars richtten zich waarschijnlijk op de hulpbronnen door kennis van seizoensgebonden ecologische veranderingen. Dit is ook een indicatie voor jachtreizen over grotere afstanden, ontworpen om op een gespecialiseerde manier op zoek te gaan naar hulpbronnen. Deze strategie ging waarschijnlijk gepaard met complexere sociale structuren en frequentere informatie-uitwisselingen over de omgeving, wat het risico tijdens het foerageren verkleinde, en ook bleek uit de ontdekkingen van symbolische objecten in de Howiesons Poort-assemblages. Groepen namen deel aan de uitwisseling van jachtgereedschappen, wat hielp om sociale netwerken en informatie-uitwisseling in stand te houden in een moeilijk klimaat. 
Fauna-analyse van de Howiesons Poort-lagen in de Sibhudugrot laat een hoge frequentie zien van kleine dieren en dieren die de voorkeur geven aan beboste omgevingen (zoals blauwe duikers en boszwijnen), terwijl de lagen na de Howiesons Poort een grotere overvloed aan fauna uit open omgevingen laten zien. De nadruk op kleine holhoornigen (hoewel er ook andere kleine zoogdieren en varkens zijn gevonden) duidt op gespecialiseerde jachtstrategieën, waarvan is voorgesteld dat ze de vorm aannamen van strikken en vallen of een vroeg voorbeeld van de pijl en boog. 

## Bewijs voor symbolisch gedrag
Net als de eerdere Stilbaai-industrie lijken de makers van de artefacten van Howiesons Poort zich bezig te hebben gehouden met symbolisch gedrag, waarbij ze gegraveerde oker, struisvogeleierschalen en schelpkralen achterlieten. Er is een bijzonder overvloedig en divers gebruik van oker als pigment voor voorwerpen of huid, wat is geïnterpreteerd als een weerspiegeling van een steeds complexere symbolische cultuur. 
Onderzoeker Sarah Wurz merkte op dat "niet alleen oker werd verzameld en meegenomen naar de site, maar er is ook bewijs in de oker-"potloden'" met geslepen facetten dat het werd verpoederd voor gebruik. Oker kan veel toepassingen hebben gehad, maar de mogelijkheid is dat het werd gebruikt als lichaamsbeschildering, en daarom een symbolisch doel diende." 
In Diepkloof en Klipdrift zijn er bewijzen van gegraveerde struisvogeleierschaalcontainers. Waarschijnlijk werden deze gebruikt om water op te slaan. In Diepkloof zijn deze materialen in minstens 18 verschillende stratigrafische lagen aangetroffen, wat erop duidt dat het een traditie was die duizenden jaren lang op de vindplaats werd doorgegeven. 
Op plekken als Klasiesrivier, Sibhudugrot en Apollo 11 zijn gekerfde stukken bot gevonden. Bovendien werd in de Sibhudugrot een benen pen gevonden die dateert van ongeveer 26.000-35.000 BP. 
In Grensgrot werden de resten van een vier tot zes maanden oude baby gevonden, samen met een schelp. Het lijkt erop dat de schelp geperforeerd was om hem als hanger te kunnen dragen. Deze vondst wordt geïnterpreteerd als de oudste ontdekte moderne menselijke begrafenis in Afrika en het vroegste voorbeeld van een mens die begraven is met persoonlijke versieringen. 

## Overgang naar Post-Howiesons
Interessant genoeg wordt het einde van de Howiesons Poort-periode gekenmerkt door een beweging naar vereenvoudiging van gereedschappen en afnemende technologische complexiteit. Er is in deze periode sprake van een gebrek aan gerugde gereedschappen, evenals van een minder strategische kernreductie en niet-gestandaardiseerde daaropvolgende blanco's. De gevonden assemblages bestaan grotendeels uit unifaciale afslagen en schrabbers. Er zijn verschillende hypothesen over de reden waarom de gereedschapstechnologie in deze tijd minder geavanceerd leek te worden. 

### Mobiliteitsverschuiving
Eén theorie beweert dat deze periode gekenmerkt werd door een toename van de mobiliteit in woonplaatsen, en dat de kosten van het investeren van tijd in het zorgvuldig vervaardigen van gereedschappen daardoor groter werden dan de voordelen van het hebben van een complexe gereedschapsset. Wanneer er veel tijd werd gestoken in het maken van gereedschap, moest het gereedschap relatief lang worden gebruikt. In periodes van hoge mobiliteit kon het echter voordeliger zijn om minder tijd te besteden aan het produceren van eenvoudigere gereedschappen. Op deze manier kon er meer tijd worden besteed aan het exploiteren van hulpbronnen voordat de groep weer verhuisde. Deze theorie wordt ondersteund door etnografisch bewijsmateriaal waaruit blijkt dat gereedschapssets complexer worden naarmate de frequentie van jaarlijkse verplaatsingen afneemt. 

### Klimaatverandering
Een hypothese is dat Howiesons Poort en de voorafgaande Stilbaai-periode zich ontwikkelden als reactie op zeer koude klimaten tijdens MIS 4. De voorafgaande periode, MIS 5, kende warme temperaturen, en dus nam de menselijke bevolking toe. Toen deze grotere bevolking tijdens MIS 4 te maken kreeg met klimaatverslechtering, ontwikkelden ze Stilbaai en Howiesons Poort onder de druk om te overleven. Toen MIS 3 met warmere temperaturen opkwam, waren deze technocomplexen niet langer nodig. Een andere hypothese stelt dat de zware omstandigheden van MIS 4 een bevolkingsgroei in haar laatste deel veroorzaakten, en dat toen groepen mensen uitstierven, zij de Howiesons Poort-gereedschappen die zij produceerden achterlieten. Deze hypothesen werden ondersteund door zuurstofisotopenregistraties die duiden op minder gunstige omstandigheden tijdens MIS 4. 
Een concurrerende theorie beweert dat tijdens MIS 4 de klimatologische omstandigheden de gebieden in het binnenland van zuidelijk Afrika onherbergzaam maakten voor menselijke bewoning. Dit leidde tot een grootschalige migratie naar en een daaropvolgende bevolkingsgroei in de gebieden nabij de kust. Deze hoge bevolkingsdichtheid bevorderde de overdracht van complexe vaardigheden en de ontwikkeling van Howiesons Poort-werktuigen. Toen de binnenlanden tijdens MIS 3 weer gastvrij werden, verspreidden de populaties zich opnieuw en gingen deze overdrachten verloren. Deze hypothese wordt ondersteund door een vergelijking tussen sites van gerugde gereedschappen uit Howiesons Poort-lagen, waarbij consistentie in de sjablonen en morfologische overeenkomsten werd gevonden, wat aangeeft dat informatie over de productie van deze gereedschappen verspreid werd via sociale netwerken. 

### Bevolkingsverschuiving
Een andere hypothese stelt dat Howiesons Poort een periode van bevolkingsgroei en sterke netwerken kende, waardoor de overdracht van vaardigheden mogelijk was. Het Post-Howiesons Poort-tijdperk vondplaats in een periode van bevolkingskrimp en isolatie van mensengroepen, waarbij in plaats daarvan de productie van eenvoudigere gereedschappen werd bevorderd. Dit werd ook ondersteund door bewijs van alomtegenwoordigheid van schijnbaar symbolisch materiaal tijdens Howiesons Poort en de daaropvolgende bijna-afwezigheid ervan tijdens de post-Howiesons Poort-periode. 
Ten slotte geloven sommigen dat het einde van Howiesons Poort werd veroorzaakt door een algehele bevolkingsafname na MIS 4. Dit werd ondersteund door genetische gegevens die aantonen dat de bevolking in Afrika tussen 90.000 en 70.000 BP toenam. Hoewel het gebruikte model geen daaropvolgende afname na dit punt liet zien, veronderstelde het onderzoeksteam dat dit te wijten kon zijn aan onvoldoende gegevens uit die tijd. 

## Sites
Zuid-Afrika
- Klasiesriviergrotten
- Abri van Howieson's Poort
- Sibhudugrot
- Grot van Peers
- Abri van Diepkloof
- Grot van Nelsonbaai
- Boomplaasgrot
- Grensgrot
- Abri van Umhlatuzana
- Grot van Rose Cottage
- Grot van de haarden
- Abri van Moshebi / Ntloana Tsoana
- Grot van Montagu
- Duinefontein

Namibië
- Apollo 11-grot
- Aar l
- Bremen IC
- Abri van Haalenberg
- Abri van Pockenbank

Zimbabwe
- Nswatugi-grot